# ブラバス・デ・レオン
ブラバス・デ・レオン（西: Bravas de León）は、メキシコのグアナフアト州レオンを拠点とする女子ソフトボールチーム。リーガ・メヒカーナ・デ・ソフトボル（LMS）所属。

## 概要
メキシコのプロ野球リーグ、リーガ・メヒカーナ・デ・ベイスボル（LMB）に所属するブラボス・デ・レオンのソフトボールチーム。2024年に創設された同国の女子ソフトボールリーグ、リーガ・メヒカーナ・デ・ソフトボル（LMS）に参加。

## タイトル
なし